# Ломпок (Калифорнија)
Ломпок (енгл. Lompoc) град је у америчкој савезној држави Калифорнија. По попису становништва из 2020. у њему је живело 44.444 становника.

## Демографија
Према попису становништва из 2010. у граду је живело 42.434 становника, што је 1.331 (3,2%) становника више него 2000. године.
|                   | 2020.           | 2010.           | 2000.           |
| Укупно            | 44 444 (100,0%) | 42 434 (100,0%) | 41 103 (100,0%) |
| Хиспаноамериканци | –               | 21 557 (50,80%) | 15 337 (37,31%) |
| Белци             | –               | 15 424 (36,35%) | 19 696 (47,92%) |
| Афроамериканци    | –               | 2 432 (5,731%)  | 3 017 (7,340%)  |
| Азијати           | –               | 1 615 (3,806%)  | 1 605 (3,905%)  |
| Остали            | –               | 1 406 (3,313%)  | 1 448 (3,523%)  |